# ديدييه كوينتن
ديدييه كوينتن (بالفرنسية: Didier Quentin) هو سياسي فرنسي، ولد في 23 ديسمبر 1946 في رويان في فرنسا. حزبياً، نشط في الاتحاد من أجل حركة شعبية والتجمع من أجل الجمهورية.

## مناصب
- انتخب نائب فرنسي عن دائرة Charente-Maritime's 5th constituency [الإنجليزية]‏ وقد انضم خلال فترته النيابية [الإنجليزية]‏ (21 يونيو 2017 – )  للكتلة البرلمانية Republican Right group [الإنجليزية]‏.
- انتخب نائب فرنسي عن دائرة Charente-Maritime's 5th constituency [الإنجليزية]‏ وقد انضم خلال فترته النيابية (20 يونيو 2012 – 20 يونيو 2017)  للكتلة البرلمانية الاتحاد من أجل الحركة الشعبية ‏.
- انتخب نائب فرنسي عن دائرة Charente-Maritime's 5th constituency [الإنجليزية]‏ وقد انضم خلال فترته النيابية [الإنجليزية]‏ (20 يونيو 2007 – 19 يونيو 2012)  للكتلة البرلمانية الاتحاد من أجل الحركة الشعبية ‏.
- انتخب نائب فرنسي عن دائرة Charente-Maritime's 5th constituency [الإنجليزية]‏ وقد انضم خلال فترته النيابية  [لغات أخرى]‏ (19 يونيو 2002 – 19 يونيو 2007)  للكتلة البرلمانية اتحاد الأغلبية الرئاسية ‏.
- انتخب عضو المجلس العام  [لغات أخرى]‏.
- انتخب عضو مجلس جهوي.
- انتخب رئيس بلدية رويان (9 مارس 2008 – ).
- انتخب نائب فرنسي عن دائرة Charente-Maritime's 5th constituency [الإنجليزية]‏ وقد انضم خلال فترته النيابية  [لغات أخرى]‏ (1 يونيو 1997 – 18 يونيو 2002)  للكتلة البرلمانية كتلة التجمع من أجل الجمهورية ‏.

## وصلات خارجية
- الموقع الرسمي